# Mimochariergus
Mimochariergus is een kevergeslacht uit de familie van de boktorren (Cerambycidae). De wetenschappelijke naam van het geslacht werd voor het eerst geldig gepubliceerd in 1960 door Zajciw.

## Soorten
Mimochariergus omvat de volgende soorten:
- Mimochariergus carbonelli Zajciw, 1960
- Mimochariergus fluminensis Napp & Mermudes, 1999